# 가우룽통역
이 문서의 광둥어 명칭은 위키백과 자체의 광둥어 표기법을 따른 것입니다. 따라서 통용 표기법과는 다를 수 있습니다.
가우룽통역 (중국어 정체자: 九龍塘, 광둥어 예일: Gáulùngtòng, Kowloon Tong)은 홍콩 MTR의 쿤통선과 동철 선이 지나가는 지하철역으로, 신가우룽에 위치해 있다. 가우룽통 지역에 자리해 있으며 역 부근에는 야우얏천, 야우얏싱 쇼핑센터, 홍콩성시대학, 홍콩침례대학이 있다.
가우룽통 역은 동철선이 지나가는 두 환승역 중 하나로, 신가이와 중국 본토 방면으로 향한다. 때문에 홍콩 지하철에서 가장 붐비는 역 중 하나이기도 하다. 2004년 4월 15일에는 수용공간을 늘리기 위해 동철선 대합실이 새로 지어졌으며, 2008년 9월 28일에는 군통 선과 동철선 대합실을 갈라놓았던 개집표기를 철거하였다. 하지만 가우룽통 역의 승객규모는 침사추이/이스트침사추이역에 환승역이 새로 생기면서 크게 줄었는데, 동철선이 이스트침사추이 역으로 연장되기 전까지만 해도 유일한 환승역이었기 때문이다.

## 역 구조

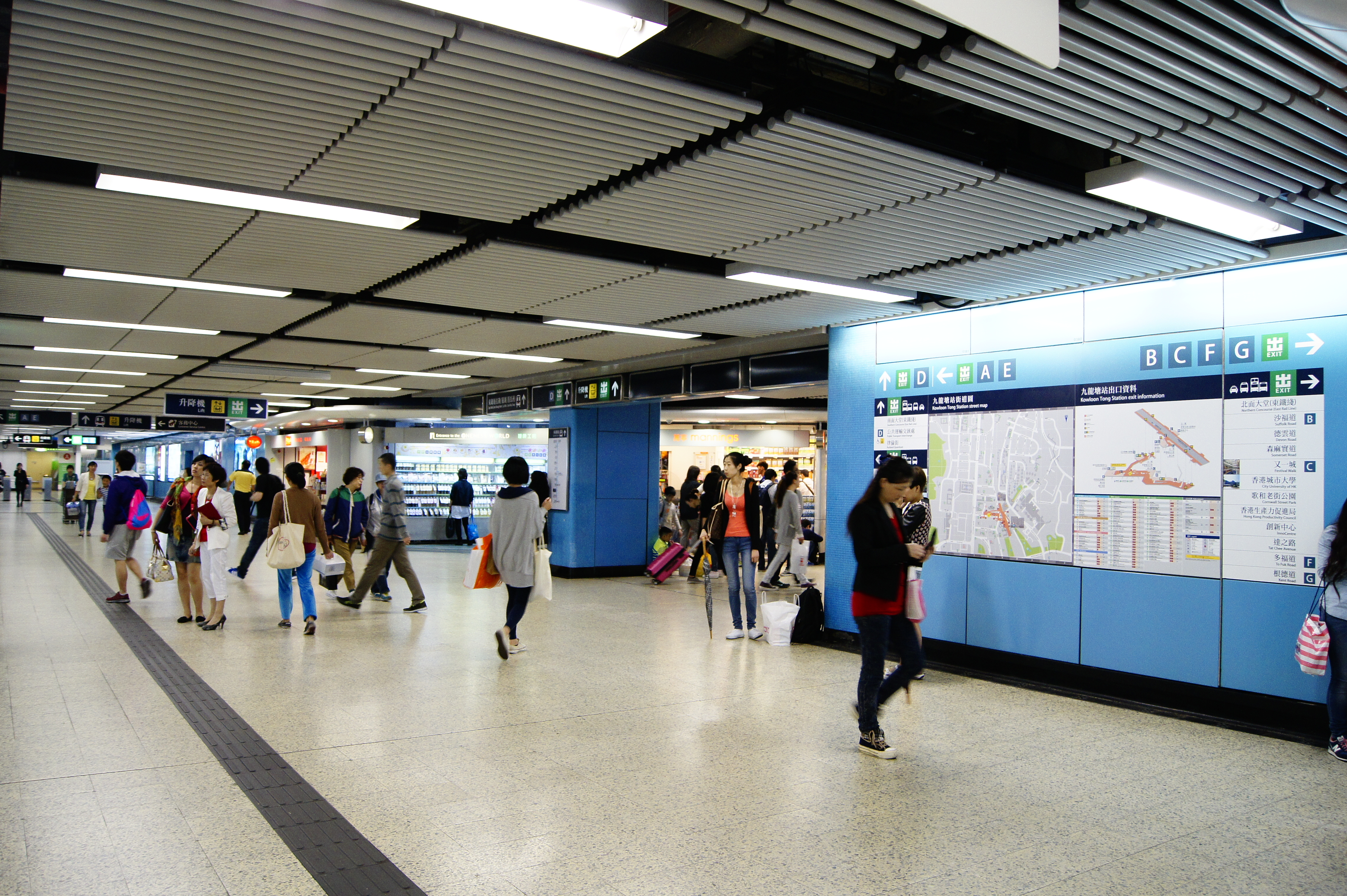
쿤통 선 대합실

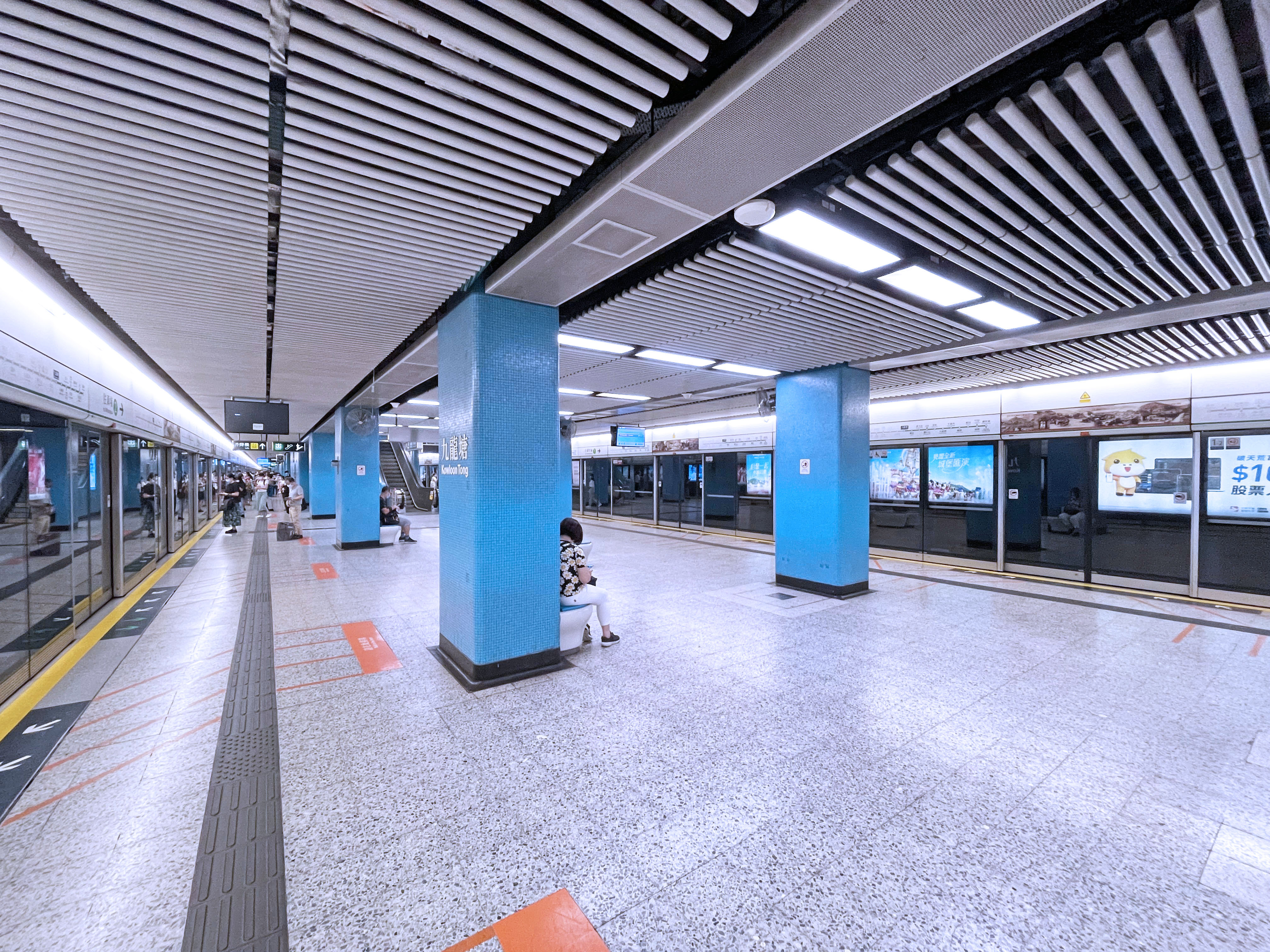
쿤통 선 승강장

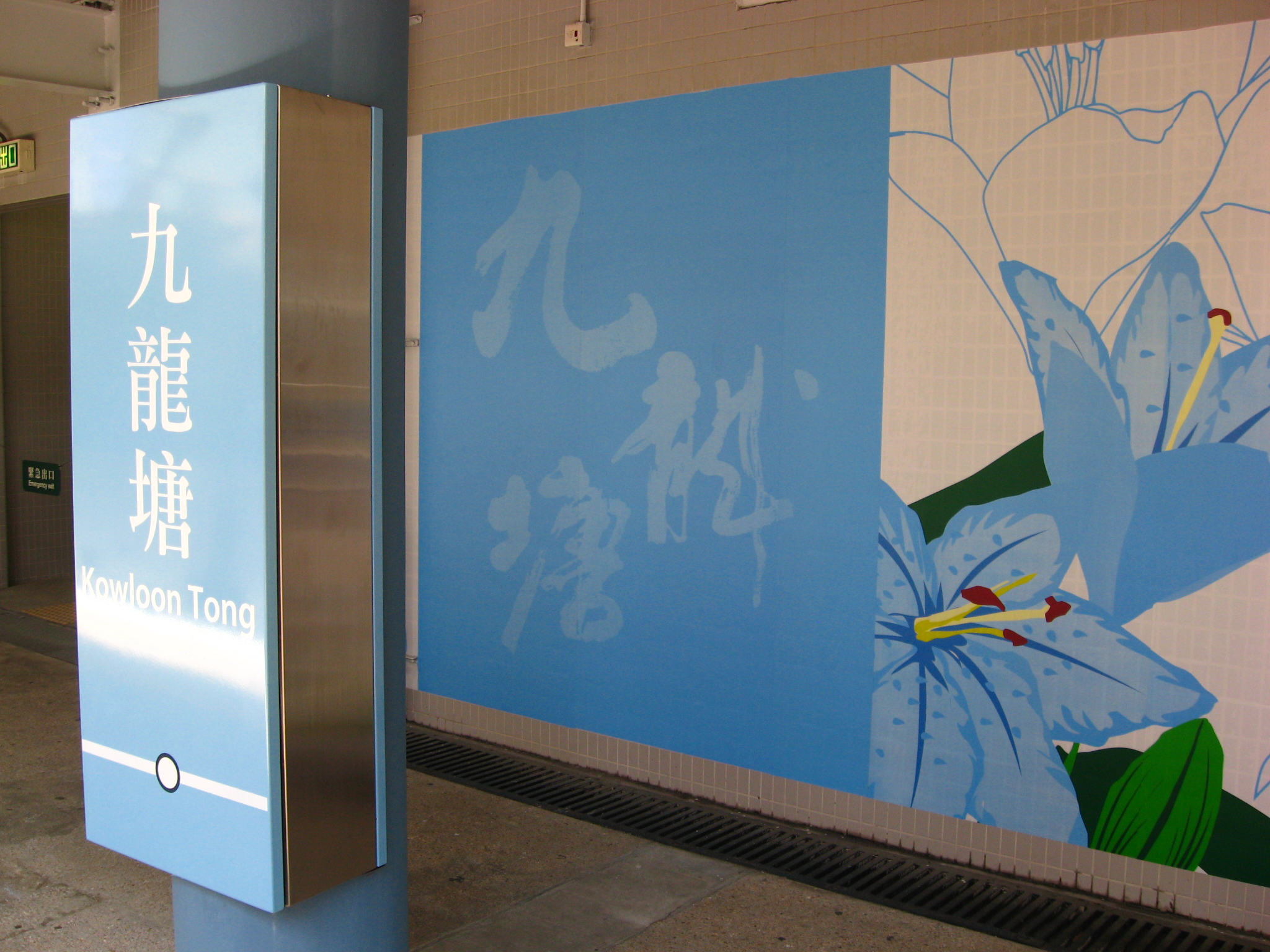
동철선 승강장의 장식

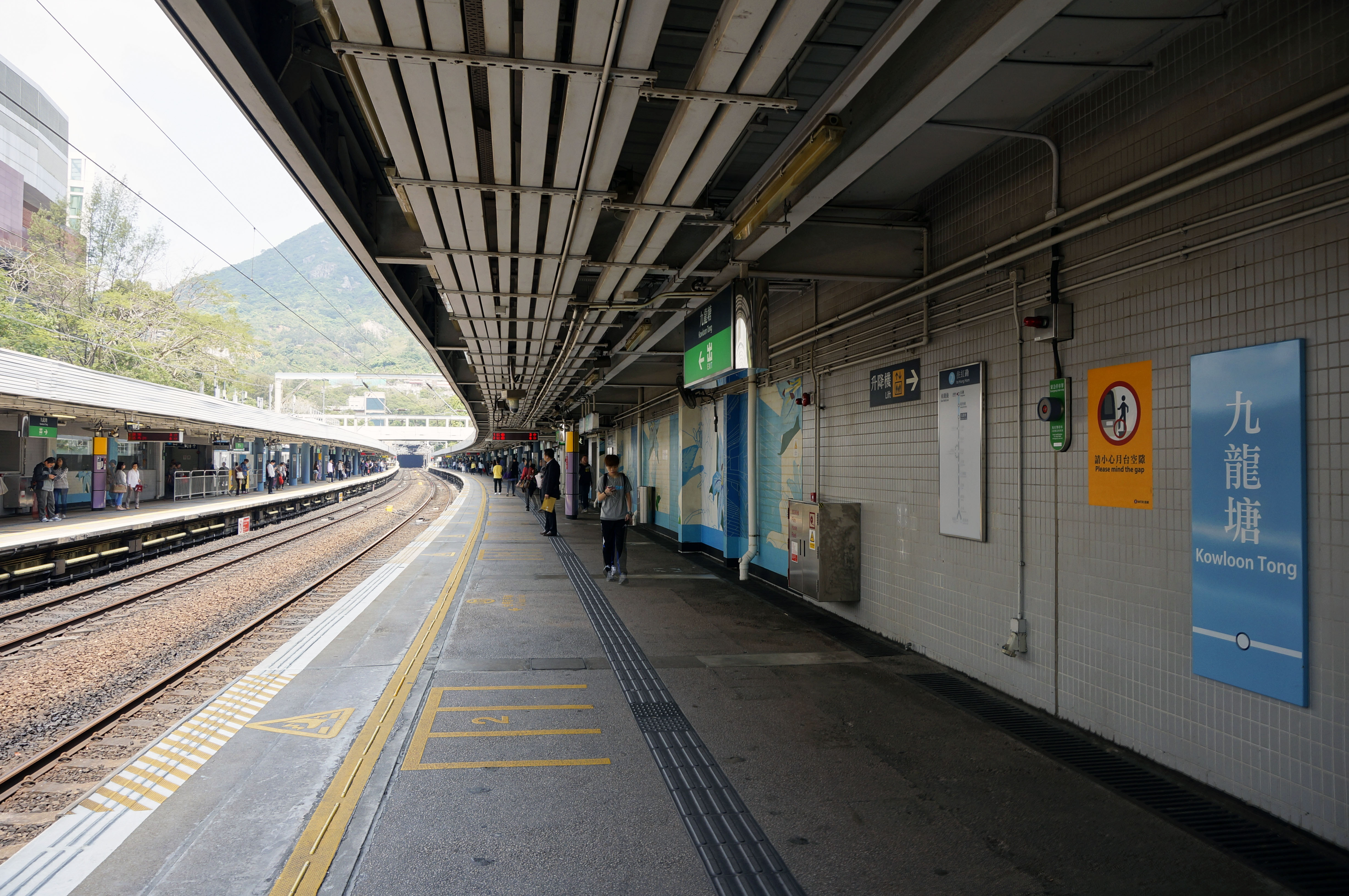
동철선 승강장

섹깁메이 쪽 가우룽통 역 승강장 바로 바깥의 서쪽방면 터널 안에는 버려진 공간이 있는데 동철선과 쿤통 선을 연결하는 선로를 놓기 위한 자리였다. 이 공간은 원래 홍함 역에 내려진 열차가 쿤통 선의 선로로 바로 환승시켜 까우룽베이 차량기지로 이동하도록 하는 용도로 계획된 공간이었으나, MTR 공사 측이 모든 열차를 옮길 때 대형 트럭을 쓰기로 결정하면서 실현되지는 못했다.
동철선과 쿤통선의 승강장 모두 1번과 2번으로 번호가 매겨져 있으니 주의할 것.
| U1                 | 상층 빌딩                  | 교육부 가우룽교육센터                      |
| 육교               | 동철 선 승강장             | 동철 선 승강장 보행다리, 야우얏싱, 서퍽 로 |
| P / G 동철선승강장 | 출구 H                     | 출구, 고객서비스, MTR 샵                   |
| P / G 동철선승강장 | 상대식 승강장, 왼쪽문 열림 |                                            |
| P / G 동철선승강장 | 승강장 1                   | → 동철선 로우 / 록마차우 방면 (타이와이) → |
| P / G 동철선승강장 | 승강장 2                   | ← 동철선 애드미럴티 방면 (몽콕이스트)      |
| P / G 동철선승강장 | 상대식 승강장, 왼쪽문 열림 |                                            |
| P / G 동철선승강장 | 출구 G                     | 출구, 대중교통 환승, 택시 정거장           |
| P / G 동철선승강장 | 출구 G                     | 고객서비스, MTR 샵                         |
| P / G 동철선승강장 | 쿤통 선 대합실             | 출구, 대중교통 환승                        |
| C/L1/B             | 동철선 북부 대합실         | 고객 서비스, MTR 샵, 화장실                |
| C/L1/B             | 동철선 북부 대합실         | 자판기, ATM                                |
| C/L1/B             | 군통 선 대합실             | 고객 서비스, 자판기, ATM                   |
| C/L1/B             | 군통 선 대합실             | MTR 샵, 옥토퍼스 카드 충전기               |
| C/L1/B             | 군통 선 대합실             | 아이센터 무료 인터넷 서비스                |
| C/L1/B             | 동철선 남부 대합실         | 고객 서비스, 화장실, MTR 샵                |
| C/L1/B             | 동철선 남부 대합실         | ATM                                        |
| L2 쿤통선승강장    | 승강장 1                   | → 군통선 티우켕렝 방면 (록푸) →            |
| L2 쿤통선승강장    | 섬식 승강장, 오른쪽문 열림 |                                            |
| L2 쿤통선승강장    | 승강장 2                   | ← 군통선 왐포아 방면 (섹깁메이)            |

### 대합실
가우룽통 역은 세 구역의 지하 대합실이 있다. 동철선 대합실은 동철선 선로에서 북쪽와 남쪽으로 걸쳐 있으며, 양쪽 모두 밑층의 쿤통선 대합실을 연결하기 위한 환승 통로가 있다.
노선 합병후, 과거 동철선 북행 대합실과 남행 대합실, 쿤통선 대합실이 운임 영역을 나뉘었던 것에서, 환승 게이트를 사용하지 않고 환승 할 수 있게 되었다. 현재 비 요금 구역 통로가 개통하면서, 동철선 북행 대합실과 쿤통선 대합실간의 연결이 용이해졌다. 그러나, 기존 군통선 대합실의 비 요금 구역이 2단으로 나뉘어,
B출구와 C출구간, A출구와 E출구 또는 D출구간에서 서로 직접 오갈 수 없으므로, 지면 통로 또는 회전식 개찰구 및 양쪽 끝의 비 요금 통로를 거쳐야 한다.

### 승강장
가우룽통 역의 군통선 승강장은 섬식 승강장이며 스크린도어가 설치되어 있다. 동철선은 상대식 승강장으로 이루어져 있으며, 군통선 승강장과 수직으로 배치되어 있다. 승객은 대합실을 거쳐 통로를 통해 승강장에 이른다.
동철선 승강장은 역 외부에서 바로 개찰구를 통하여 연결되어 있어,(동철선 1번 승강장의 H출구, 동철선 2번 승강장의 G출구) 승객은 대합실을 거치지 않고 해당 승강장으로 바로 들어갈 수 있다. 비 요금 구역에서는 티켓 자동 판매기와 고객 서비스 센터가 있다.
동철선에서 '열차와 승강장 사이가 넓은(空隙黑點)' 3개의 역 중 하나로(다른 두 역은 각각 대학역, 몽콕이스트역), 특히나 많은 승객이 오고가는 상황 때문에, 역 틈새에 빠지는 철도 사고가 일어나기 쉽다.

## 출입구
역과 야우얏싱 쇼핑센터 사이에는 이동 통로가 깔려 있다.
군통 선 대합실
- A1: 서퍽 로
- A2: 홍콩침례병원/홍콩침례대학
- B: 서퍽 로
- C1: 홍콩생산위원회
- C2: 야우얏싱/홍콩성시대학
- E: EDB 교육서비스 센터[5]

동철선 남부 대합실
- D: 대중교통 환승터미널[5]

동철선 북부 대합실
- F: 켄트 로[5]

동철선 2번 승강장 (지상)
- G1: 박 로
- G2: 야우얏싱[5]

동철선 1번 승강장 (지상)
- H: 홍콩생산위원회

H출구는 동철선 북쪽대합실에서도 갈수 있다. 역 부근의 A출구와 E출구 사이에는 돈을 내지 않고도 통로로 다닐 수 있다. B출구, C출구, F출구, H출구도 마찬가지다.

## 인근 역
가우룽통 역은 군통선과 동철선의 중간 부분에 위치하여, 두 선의 중요한 환승역이다. 그래서 승객들은 로우/록마쩌우/훙함/티우킹렝 등의 역과 황푸 열차(黃埔列車)을 이용하거나, 홍콩 섬, 가우룽, 신제 또는 란터우 섬의 각 구(區)로 이동할 수 있다.

## 이용
가우룽통 역은 홍콩 지하철에서 다섯 번째로 이용객이 많은 역이다. 가우룽통 역이 신제 동부와 북부 주민들을 연결하는 중요한 환승역이기 때문에, 아침부터 저녁 시간대까지 도시와 신제 사이의 비콘 힐 터널을 통하여 동철선과 군통선을 환승하는 승객이 큰 비중을 차지한다. 여기에 역 주변의 두개의 학교인 홍콩 성시 대학과 홍콩 침례 대학을 이용하는 학생들, 인근 야우얏싱 쇼핑몰을 이용하는 승객의 비중도 크다.

## 역사
- 1975년 11월 30일 : 홍콩지철 (현 항철공사) 소속의 쿤통선의 역으로 개업.
- 1982년 5월 4일 : 구광철로(九廣鐵路, KCR) 소속의 구광동철의 개업으로 환승역이 됨.
- 2007년 12월 2일 : 두 철도 회사의 합병으로 동철선의 가우룽통 역도 항철공사에 소속됨.